# Mahe Fonua
Pour les articles homonymes, voir Fonua.

a Compétitions nationales et continentales officielles uniquement.

b Matchs officiels uniquement.
Mahe Fonua, né le 24 décembre 1992 à Melbourne (Australie), est un joueur de rugby à XIII australien évoluant au poste d'ailier ou de centre. Il fait ses débuts en National Rugby League (« NRL ») avec le Storm du Melbourne lors de la saison 2012, il y remporte la NRL en 2012 (sans disputer la finale) et le World Club Challenge en 2013. Après quatre saisons à Melbourne sans parvenir à devenir titulaire, il décide de rejoindre la Super League et le club d'Hull FC en 2016. Sa première saison en Angleterre est ponctuée d'un titre de Challenge Cup et d'une nomination au poste de centre dans la « Dream Team » de la Super League. Parallèlement, en raison de ses origines tongiennes, il dispute en 2013 la Coupe du monde 2013 avec la sélection tongienne sans parvenir à passer le premier tour..

## Palmarès
- Collectif :
  - Vainqueur du World Club Challenge : 2013 (Storm du Melbourne).
  - Vainqueur de la National Rugby League : 2012 (Storm du Melbourne).
  - Vainqueur de la Challenge Cup : 2016 et 2017 (Hull FC).

- Individuel :
  - Nommé dans la « Dream Team » de la Super League : 2016 (Hull FC).

### En club

#### Statistiques
| Saison | Club            | Compétition           | Matchs | Points | Essais | Goals | Drops |
| ------ | --------------- | --------------------- | ------ | ------ | ------ | ----- | ----- |
| 2012   | Melbourne Storm | National Rugby League | 4      | 4      | 1      | 0     | 0     |
| 2013   | Melbourne Storm | National Rugby League | 13     | 36     | 9      | 0     | 0     |
| 2014   | Melbourne Storm | National Rugby League | 20     | 40     | 10     | 0     | 0     |
| 2015   | Melbourne Storm | National Rugby League | 13     | 16     | 4      | 0     | 0     |
| 2016   | Hull FC         | Super League          | 24     | 48     | 12     | 0     | 0     |
| Total  | Total           | Total                 | 74     | 144    | 36     | 0     | 0     |